# Terry Tiffee
Terry Tiffee (né le 21 avril 1979 à North Little Rock) est un joueur de baseball américain. Lors des Jeux olympiques d'été de 2008 à Pékin, il remporte la médaille de bronze.

## Palmarès
- Médaille de bronze aux Jeux olympiques de Pékin en 2008